# Atemptats dels pubs de Birmingham
Els atemptats dels pubs de Birmingham van ser un seguit d'explosions organitzades per l'IRA Provisional el 21 de novembre de 1974. Són una de les accions més sagnants d'aquest grup durant el conflicte nord-irlandès i van provocar la detenció i empresonament il·lícit dels Sis de Birmingham. Formen part de la campanya de l'IRA dins territori anglès per pressionar el govern britànic perquè abandonés Irlanda del Nord.

## Els atemptats
Es van col·locar tres bombes accionades amb temporitzador: dues a pubs (Mulberry Bush i Tavern in the Town) i una a la sortida d'un banc del centre de Birmingham. Es va avisar les redaccions de dos diaris, Birmingham Post i Birmingham Evening Mail, de la col·locació de bombes a la zona sense especificar la seva localització exacta. Per garantir que l'avís era real i que es procedís al desallotjament de l'àrea, els missatges acabaven amb les paraules "This is double X", el codi oficial de l'IRA conegut per les autoritats britàniques. El temps entre les trucades telefòniques i les explosions, tanmateix, va ser massa breu (sis minuts per a la primera detonació).
El pub Mulberry Bush estava dins un gratacels. L'explosió va fer que quedés afectat el sostre dels pisos inferiors, que es van ensorrar i van atrapar nombroses persones, augmentant així la mortalitat de la mateixa bomba. La policia estava desallotjant el pub Tavern in the Town quan va esclatar la segona bomba, que va coincidir amb el pas d'un autobús ple de passatgers. Les forces policials sí que van poder localitzar la tercera bomba, situada a un banc de Hagley Road, abans que fes explosió.

## Conseqüències
Les bombes van causar 21 morts i 182 ferits de diversa consideració, la majoria d'ells persones joves. La reacció contra la comunitat irlandesa local fou contundent, amb atacs a cases i locals comercials, agressions al carrer i acomiadament de treballadors. L'IRA provisional va negar en un primer moment estar darrere dels atemptats, ja que no seguien el patró d'avís amb temps o localització d'objectius, tal com va declarar un dels seus líders, Ruairí Ó Brádaigh. Tot i que mai no s'ha reivindicat l'acció de manera oficial, anys després alguns membres de l'organització van admetre els fets.
L'alarma social va fer que el govern aprovés una nova llei antiterrorista, la Prevention of Terrorism Act of 1974, que permetia detencions de sospitosos fins a set dies sense judici. La policia va detenir un grup d'homes, posteriorment coneguts com els Sis de Birmingham, acusats d'estar al darrere de les explosions i els va condemnar a cadena perpètua malgrat la manca de proves concloents i les seves protestes sobre la seva innocència. El 1988 es va provar que havien estat empresonats per error i van ser finalment alliberats, sense que s'hagi celebrat un judici amb els culpables reals de les accions.